# Monkey Island
Monkey Island er en serie af i alt fem computer adventurespil, som indtil videre er udkommet fra år 1990 til 2009. Serien er senest udgivet af Telltale Games i form af en serie af fem episodiske spil.
Spillene er oprindeligt lavet af LucasArts Games, og omhandler alle pirat-antihelten Guybrush Threepwood.

## Spil i serien
- The Secret of Monkey Island (1990)
- Monkey Island 2: LeChuck's Revenge (1991)
- The Curse of Monkey Island (1997)
- Escape from Monkey Island (2000)
- Tales of Monkey Island (2009)